# Suzanne Bernard
Suzanne Bernard född 1892 död 10 mars 1912 i Etampes Frankrike, var en fransk flygpionjär och den andra kvinnan i världen som dödades i ett flygplanshaveri.
Bernard bestämde sig tidigt för att hon ville lära sig flyga. Hon var under sin aktiva tid den yngsta kvinnliga flygaren i världen. Samma dag som hon genomförde sin certifiktatuppflygning havererade hon i Etampes. Hon hade under dagen genomfört ett antal flygningar som blivit godkända, men en flygning återstod. Under flygningen genomförde hon en brant högersväng på 75 meters höjd, och hon lyckades inte räta upp flygplanet som fortsatte svängen ner mot marken. När flygplanet slog i marken lossnade motorn som klämde henne till döds.